# Abeo (epíteto)
Abeo (griego Antiguo: Ἀβαῖος) era un epíteto toponímico del dios griego Apolo, derivado de la ciudad de Abas en Fócida, donde el dios tuvo un gran templo para sus oráculos,  el cual fue consultado por Creso y el general persa Mardonio, entre otros. Este templo de Apolo Abeo fue destruido por los persas en la invasión de Jerjes (siglo V a. C.), por un oráculo que dio como victoriosos a los griegos. Luego fue saqueado por los beocios. Fue reconstruido por Adriano.